# Elecciones a la Asamblea Constitucional de la República Dominicana de 1941
Elecciones a la Asamblea Constitucional tuvieron lugar en República Dominicana el 16 de diciembre de 1941. La función de la Asamblea era revisar y enmendar ciertos artículos de la constitución.